# Lycosella
Lycosella es un género de arañas araneomorfas de la familia Lycosidae. Se encuentra en Hawái y Sudeste de Asia.

## Lista de especies
Según el World Spider Catalog 12.0:
- Lycosella annulata Simon, 1900
- Lycosella minuta Thorell, 1890
- Lycosella spinipes Simon, 1900
- Lycosella tenera Thorell, 1890